# João Diogo Correia Saraiva Nunes Barata
João Diogo Correia Saraiva Nunes Barata ist ein portugiesischer Diplomat.

## Leben
Vom 3. Mai 1983 bis zum 12. Juli 1983 fungierte er als vorläufiger Geschäftsträger an der portugiesischen Botschaft in Maputo in Mosambik. Es folgte vom 23. Januar 1986 bis zum 9. Mai 1986 das Amt als Botschafter in Rabat in Marokko. Außerdem war er 1994 bis zum 28. Juli 1994 als nicht ansässiger Botschafter für Malta zuständig.
Am 31. August 1993 wurde er zum Botschafter in Rom in Italien ernannt. Zugleich war er in San Marino akkreditiert. Mit Dekret vom 28. Januar 1999 wurde er vom Amt wieder abberufen. Er übernahm bis etwa 2003 die Funktion als Botschafter in Berlin in Deutschland.
Bis 2004 war er als portugiesischer Botschafter in Moskau in Russland tätig und damit auch für eine Reihe anderer Staaten zuständig. Er wurde dann noch im gleichen Jahr als Botschafter nach Brüssel entsandt. Die Funktion übte er bis 2006 aus.

## Auszeichnungen
Am 21. Juli 1987 wurde er zum Großoffizier des Ordens des Infanten Dom Henrique ernannt.